# Teržan
Teržan je priimek več znanih Slovencev:
- Ana Teržan-Anabel (*1999), pevka in pesmopiska
- Biba Teržan (*1947), arheologinja, univ. profesorica, akademičarka
- Janvit Teržan, kemik
- Josip Teržan (1902—1985), agrokemik
- Kaja Teržan (*1986), performerka, koreografinja, plesalka, pesnica, pisateljica
- Karmen Teržan Kopecky (1954—2024), jezikoslovka, germanistka, prevajalka, univ. profesorica UM
- Marjan Teržan (*1938), slikar, kipar, restavrator, grafik
- Metka Teržan, zdravnica rehabilitacijske medicine
- Rok Teržan, rokometaš
- Tina Teržan (*1965), ekonomistka in političarka
- Uršula Teržan (*1970), plesalka in koreografinja sodobnega plesa, izr. prof. AGRFT
- Vesna Teržan, umetnostna zgodovinarka, dokumentalistka, kritičarka, publicistka, urednica, kustosinja